# The Haunted World of El Superbeasto
The Haunted World of El Superbeasto è una commedia horror di exploitation animata del 2009 ispirata ad una serie a fumetti creata da Rob Zombie. La pellicola è incentrata sui personaggi di El Superbeasto e Suzi-X, sua socia e sorella, doppiata da Sheri Moon Zombie. Il film è uscito direttamente in DVD il 12 settembre 2009.

## Trama
La trama è incentrata sulle avventure del gentile, ma violento, El Superbeasto, regista/attore di pellicole di exploitation ed ex lottatore mascherato, e della sua sensuale "socia" e sorella, la super-agente Suzi-X per impedire al malvagio Dr. Satan di conquistare il mondo sposando la volgarissima spogliarellista Velvet Von Black che ha su una natica il marchio del diavolo. Ambientato nel mondo fantastico di Monsterland, all'avventura prende parte anche Murray il Robot socio e veicolo di Suzi-X, personaggio che si ispira al robot della serie The Phantom Creeps del 1939 con Bela Lugosi.